# Grand Poste de Liège
La Grand-Poste de Liège (anciennement Hôtel des Postes) est un édifice public belge construit entre 1896 et 1901, rue de la Régence, au centre-ville de Liège, selon les plans de l'architecte Edmond Jamar pour héberger les services postaux de la ville. Désaffecté et classé depuis 2002, le bâtiment fait ensuite l'objet de divers projets de reconversion avant d'être repris fin 2016 par le fonds d'investissement NOSHAQ et le promoteur immobilier BPI. 
Rénovée puis inaugurée en septembre 2021, la Grand-Poste est un tiers-lieu regroupant un établissement horeca, les locaux et studios du Département Médias, Culture, Communication de l'université de Liège ainsi qu'une communauté d'entreprises œuvrant dans le domaine du numérique, des médias et de l'industrie du divertissement. 

## Historique
Dans les années 1890, les bâtiments situés à l'angle de la rue de la Régence et du quai Sur-Meuse, essentiellement des cafés et des hôtels, sont rasés afin de laisser place à un vaste Hôtel des Postes. Cette ampleur est justifiée par l'essor des services postaux de l'époque.
Les services postaux quittent les bords de Meuse en 2002. Le bâtiment est alors occupé par diverses organisations culturelles et festives. On y organise des expos, des soirées, des braderies,...
Les travaux de réaffectation de la Grand Poste, menés par le bureau d'architecte Altiplan débutent en 2017 et durent quatre ans. Depuis septembre 2021, le bâtiment rénové est composé de cinq espaces interconnectés les uns aux autres : un espace inspirant de (co)working aux formules variées ; un Food Market, un bar & un Rooftop ; une brasserie artisanale ; un lieu pour accueillir des programmes d’accompagnement de start-ups et, enfin, le média campus de l’Université de Liège et ses studios multimédias.  
Aujourd'hui, La Grand Poste de Liège rassemble plus de 400 professionnels dans le secteur des industries culturelles et créatives, six comptoirs street food, une brasserie artisanale, une dizaine de programmes d’accompagnement de start-up et une centaine d’étudiants en journalisme.   

## Récompenses
Inaugurée en septembre 2021, le bien-fondé de La Grand Poste a déjà été récompensé à plusieurs reprises :
- En 2021, La Grand Poste reçoit le premier « Prix du matrimoine et du patrimoine de la Ville de Liège »[2] par les autorités communales ;
- La même année, elle se voit décerner le RES Award 2021 par la Real Estate Society, dans la catégorie « développement (semi-)public » [3];
- En 2022, son open space est consacré « meilleur espace de coworking »[4] 2022 lors du concours CBRE – Office Space of the Year ;
- En 2023, La Grand Poste est élue "meilleur lieu mixte en centre-ville"[5] aux Excellence Awards de BLSC.

## Architecture

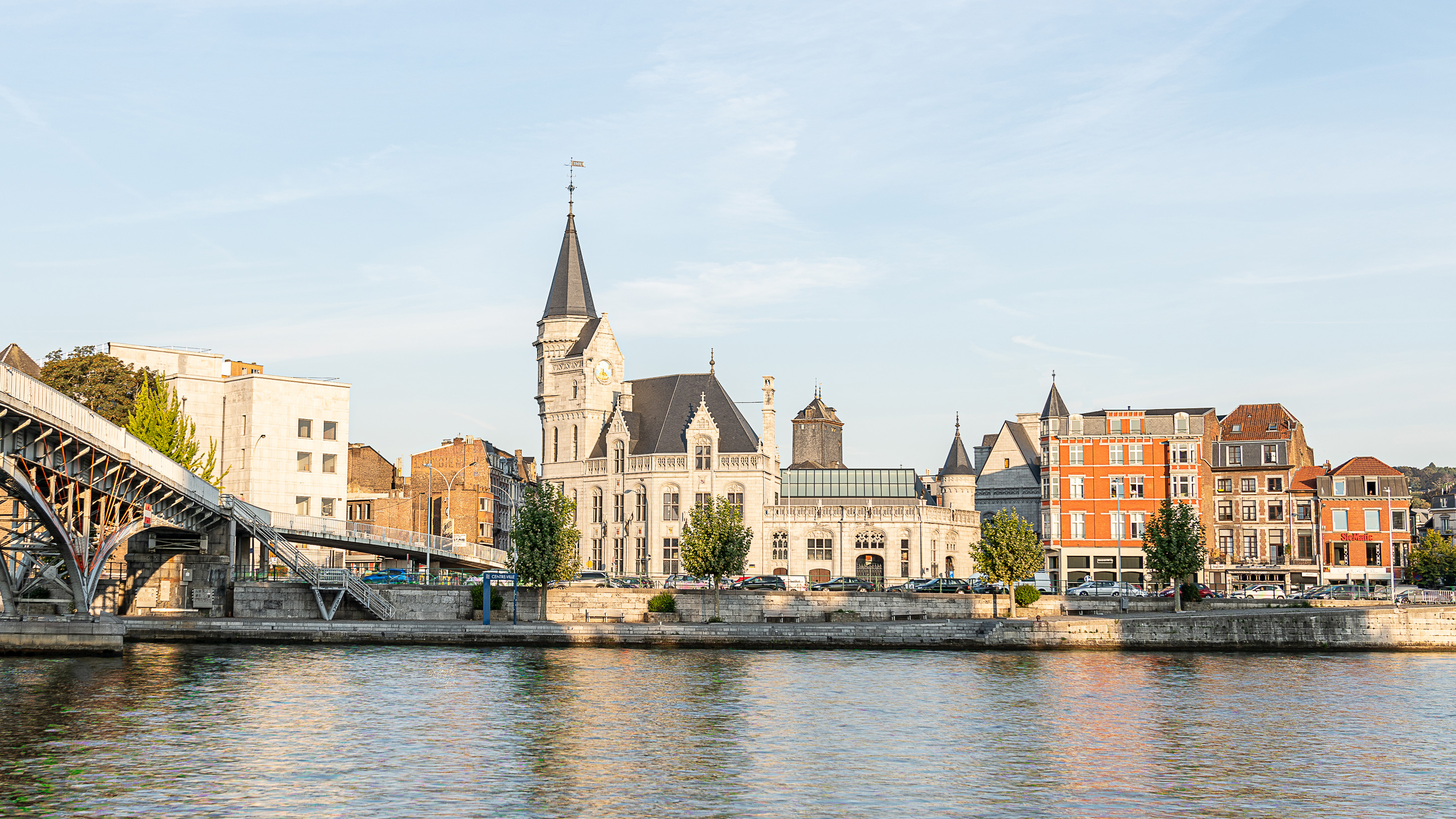
La Grand Poste de Liège

L'édifice néo-gothique marie les techniques modernes en utilisant le métal dans la structure portante intérieure et les styles traditionnels. Il est doté d'une tourelle octogonale coiffée d'une flèche, d'une façade ornée de quinze statues (six grandes représentant des bourgmestres de Liège et neuf petites représentant des membres du personnel subalterne) et de blasons, et de colonnes à chapiteaux figurés. 
De 2017 à 2021, la restauration de La Grand Poste a été orchestrée par le bureau d’architecture Altiplan, BPC Group, le bureau d’études Lemaire et Ellyps et le bureau d’architecture intérieure Twodesigners.
Le chantier de La Grand Poste se démarque notamment par la nature innovante des solutions mises en place pour répondre aux nombreux défis qui se sont posés tout au long du chantier : moderniser le lieu tout en conservant son âme d’antan, faire cohabiter publics variés aux usages divers, rassembler une offre de restauration créative et diversifiée dans un format ouvert et rapide, séduire les professionnels tout en s’ouvrant au grand public, etc.[non neutre]

## Galerie photos

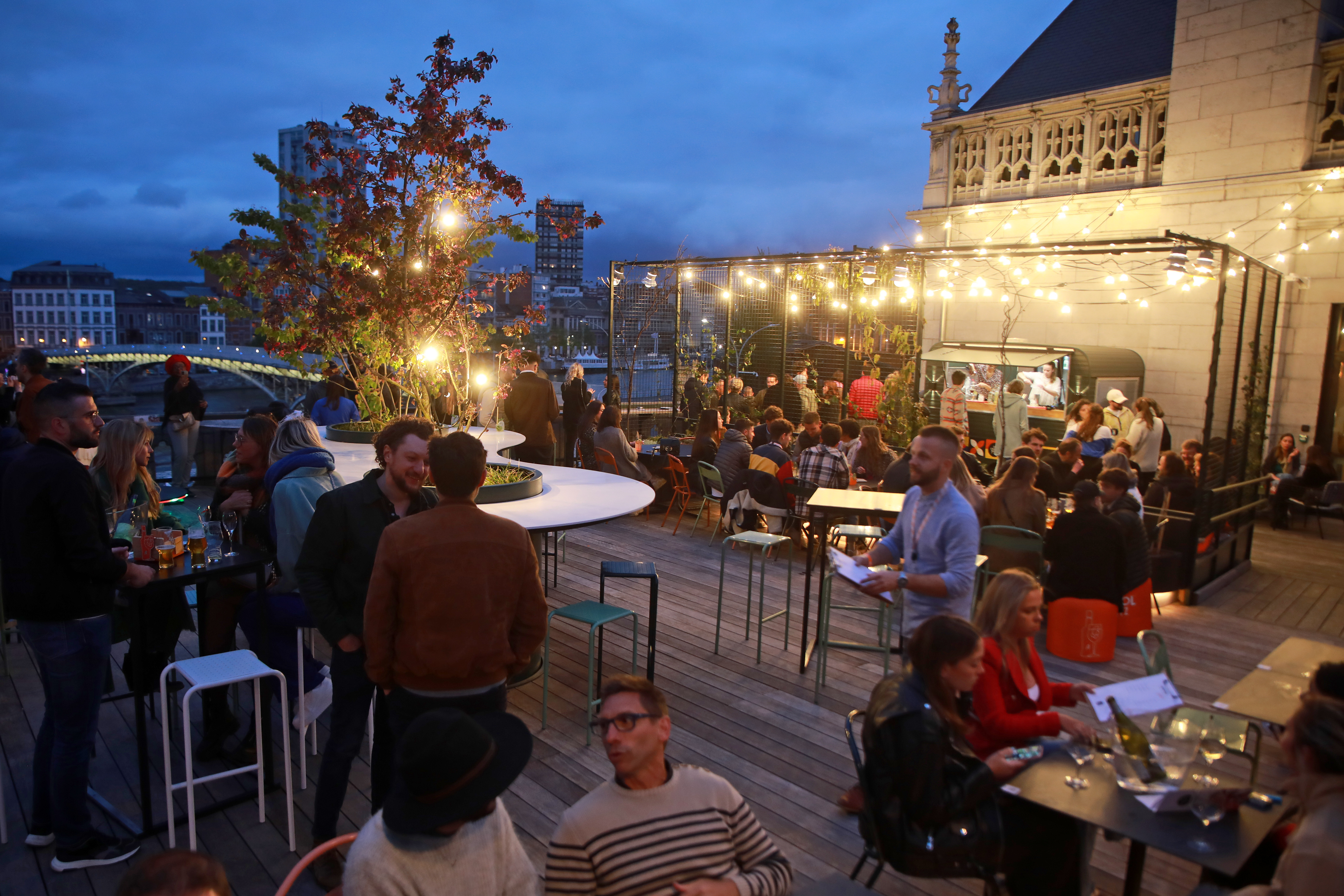
Le Rooftop
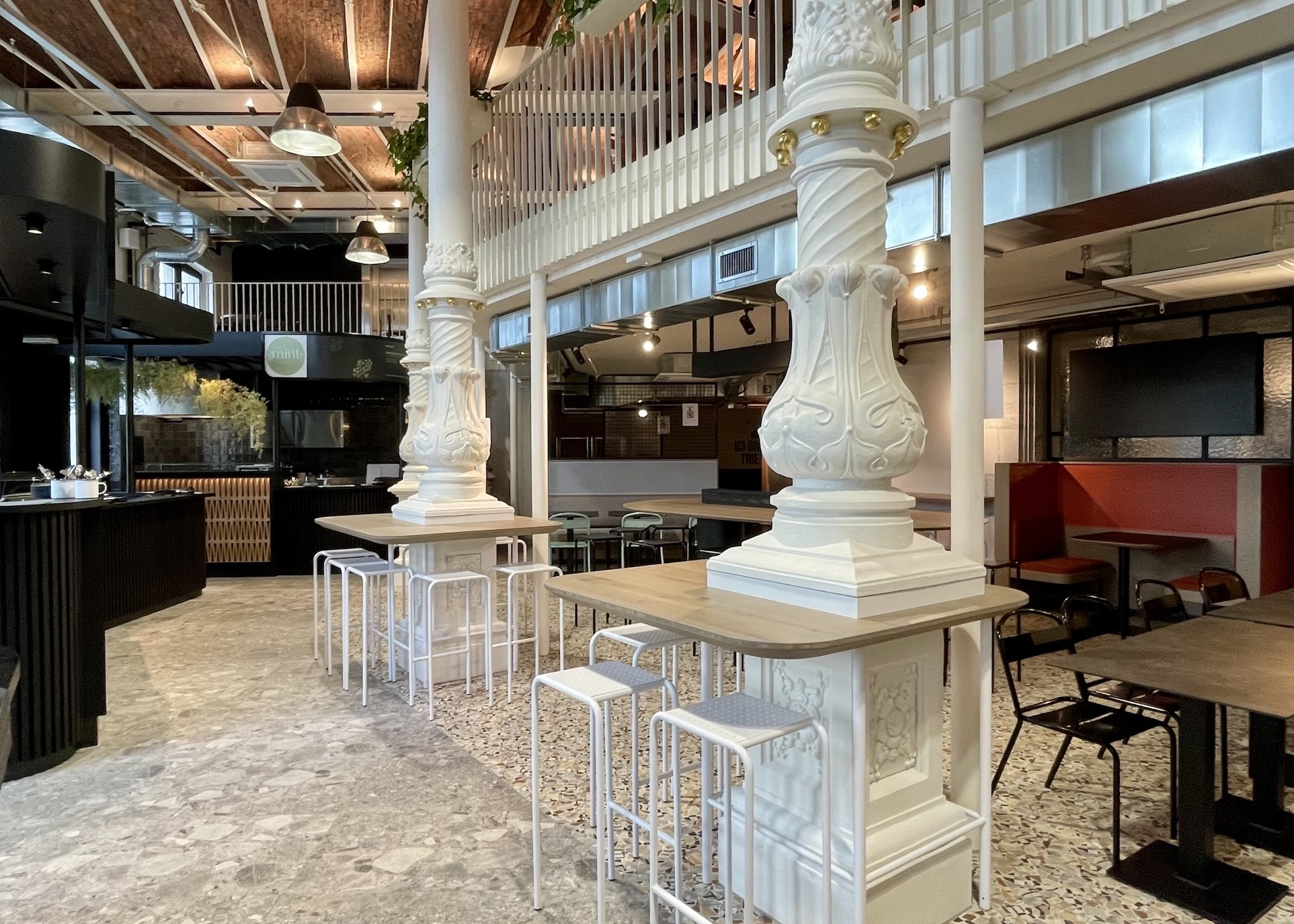
Le Food Market
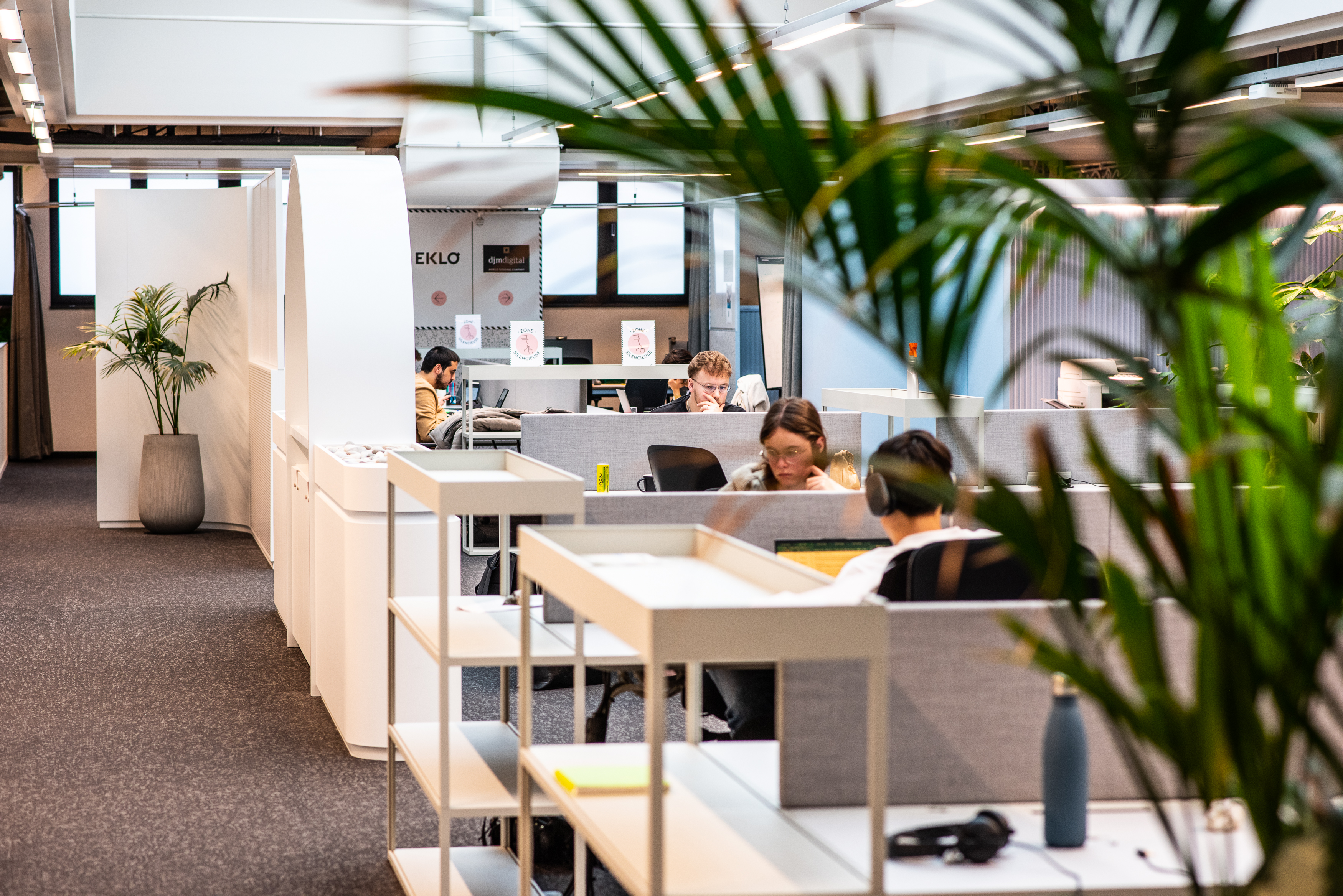
Le Coworking
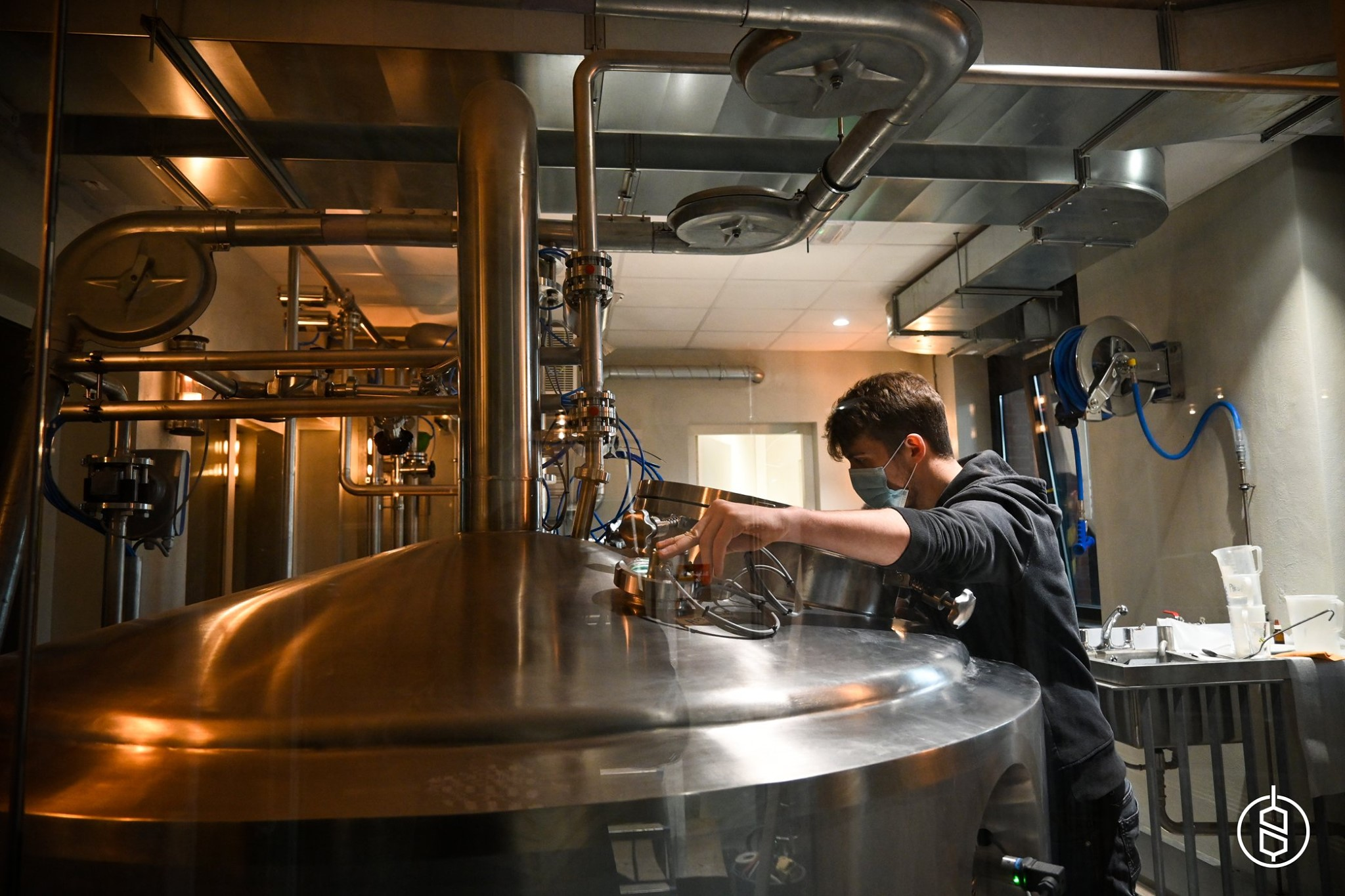
La Brasserie
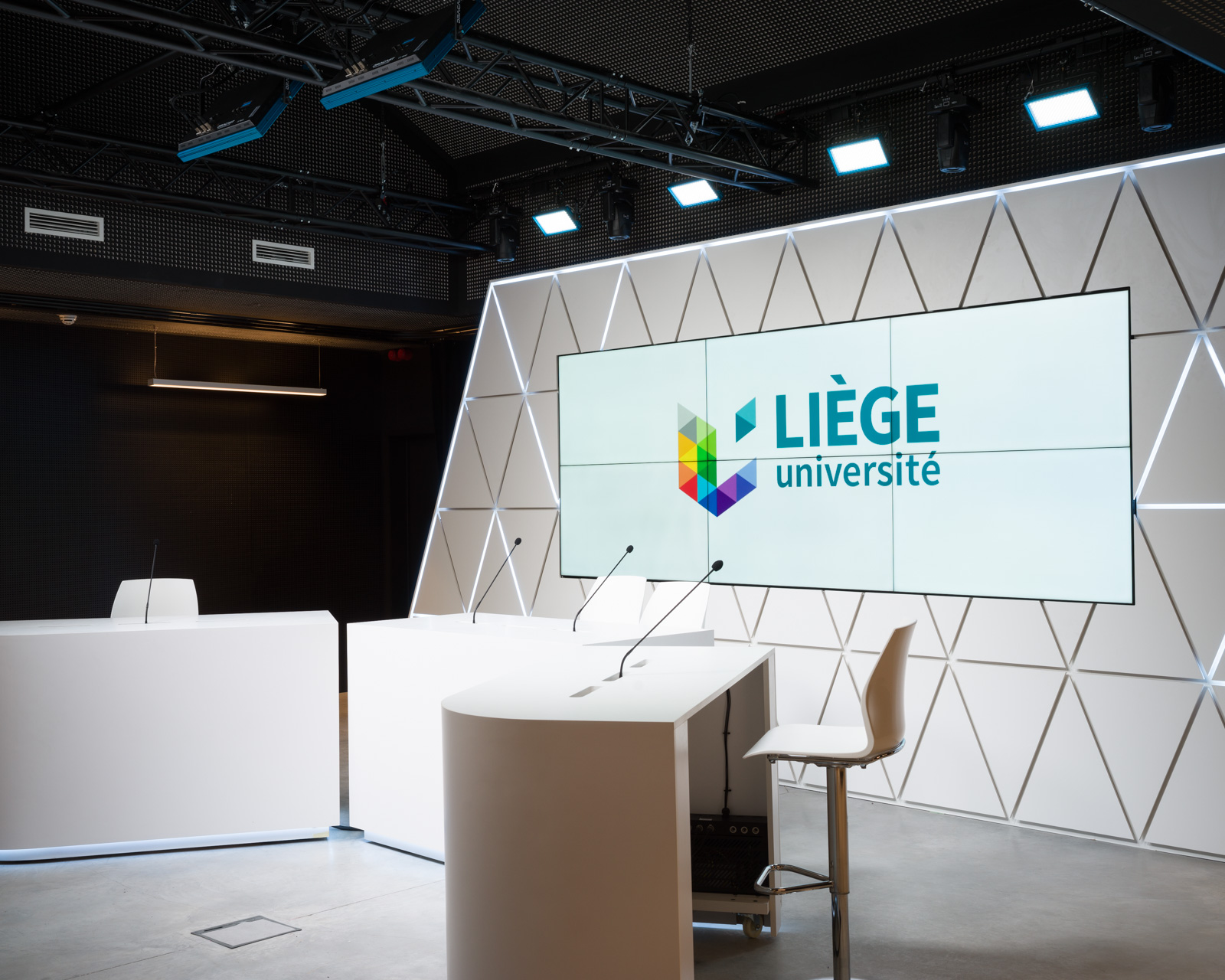
L'Université de Liège

## Classement et reconversion
Le bâtiment désaffecté est classé (façades et toitures) depuis fin 2002. Divers projets ont été étudiés pour sa reconversion. En 2009, un projet est lancé pour transformer le bâtiment en hôtel et commerces, mais n'aboutira pas. Finalement, le bâtiment est repris fin 2016 par le fonds d'investissement NOSHAQ qui rejoint le promoteur immobilier BPI.  L'Université de Liège participe au projet pour y abriter des espaces universitaires. Brasse & Vous, la brasserie productrice de la Légia rejoint également l'aventure pour y installer sa brasserie et devient Brasseries de Liège.
Quatre ans et demi plus tard, La Grand Poste rénovée est inaugurée le 8 septembre 2021. Le lieu de 8 000 m2 abrite de l'horeca avec le premier food market de Liège, une brasserie artisanale de technologie avancée, un espace pour accueillir des programmes d'incubateurs de start-up, un espace de coworking et des locaux pour des étudiants en journalisme de l'ULiège. Le Département Médias, Culture et Communication de l'ULiège y installe dès la rentrée académique 2021 son école de journalisme, avec divers auditoires, salles de cours et studios ainsi que la radio étudiante 48FM.

## Reliefs et enseignes

### Rue de la Régence

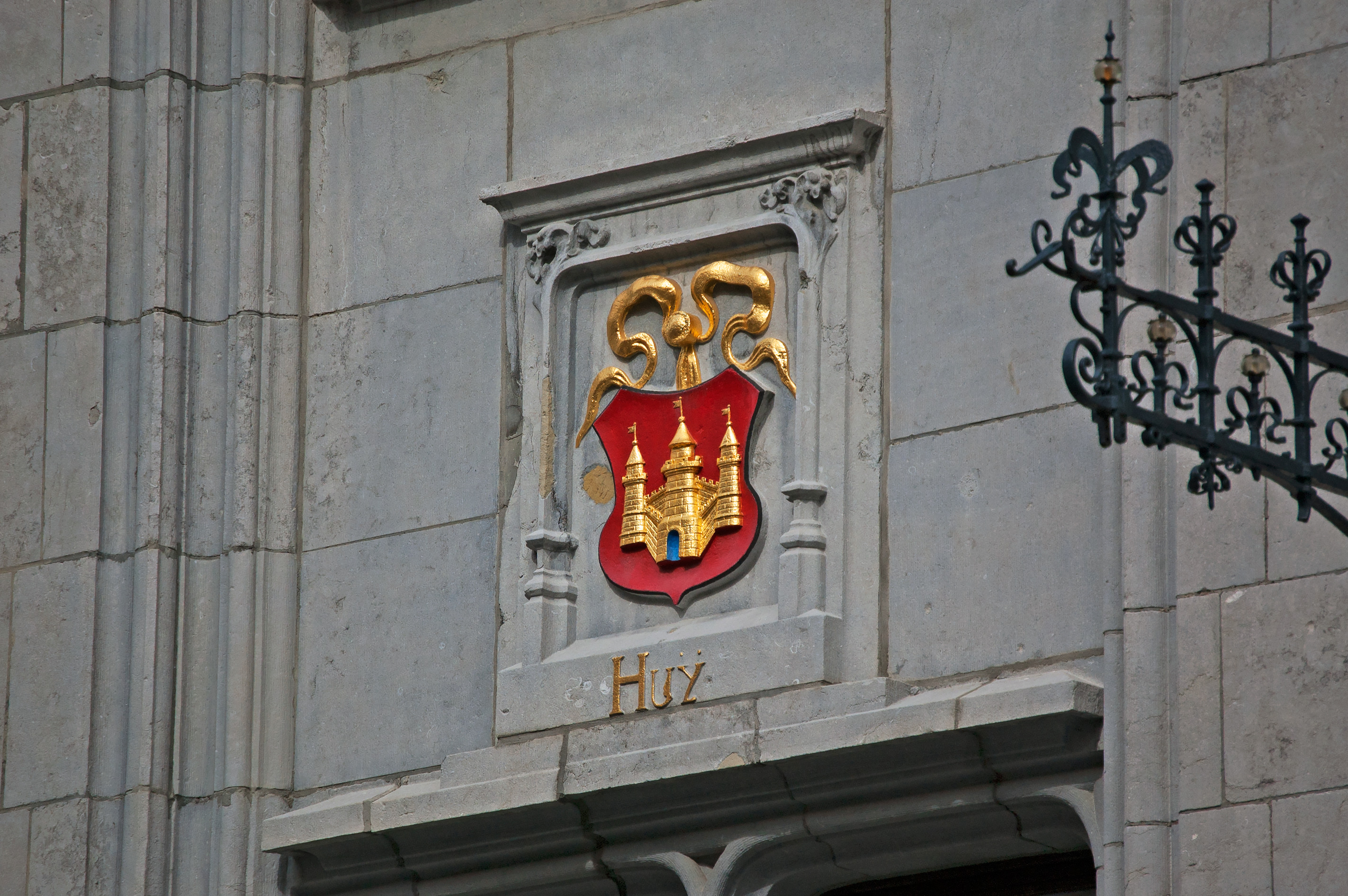
Allège du premier étage : armoiries du comté de Huy.
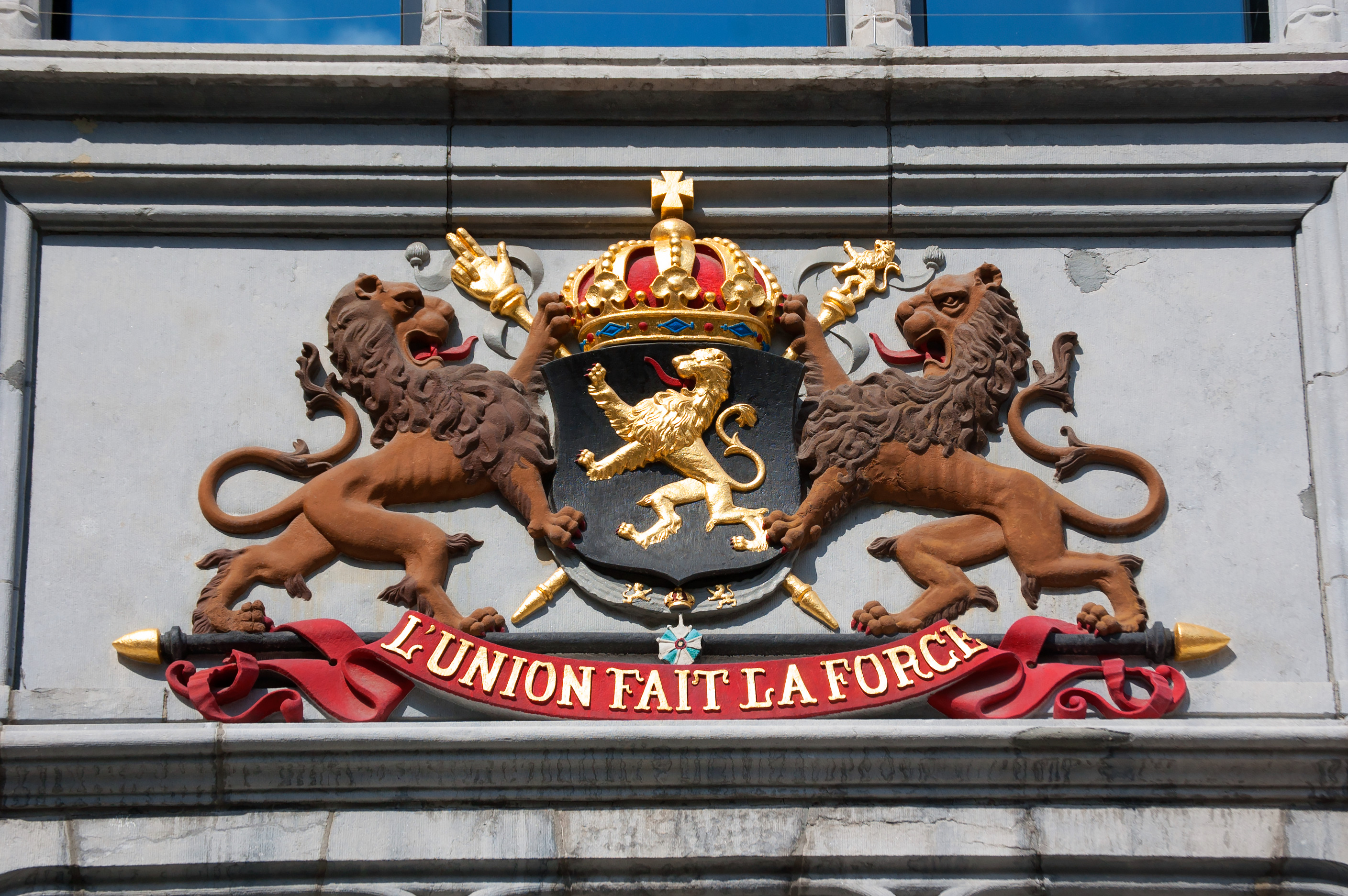
Allège du premier étage, dominant la porte d'entrée : armoiries de la Belgique.
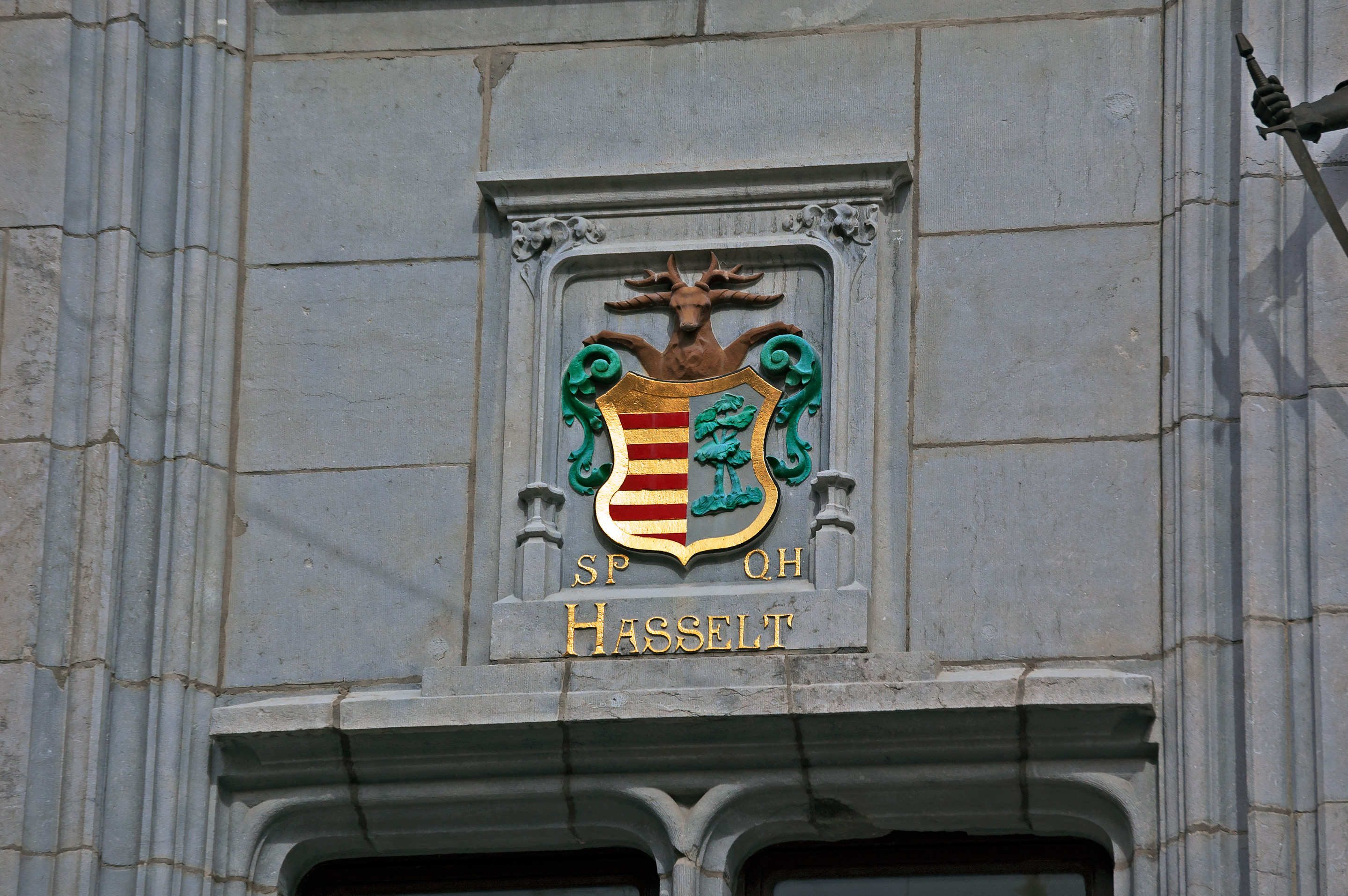
Allège du premier étage : armoiries de la ville de Hasselt.
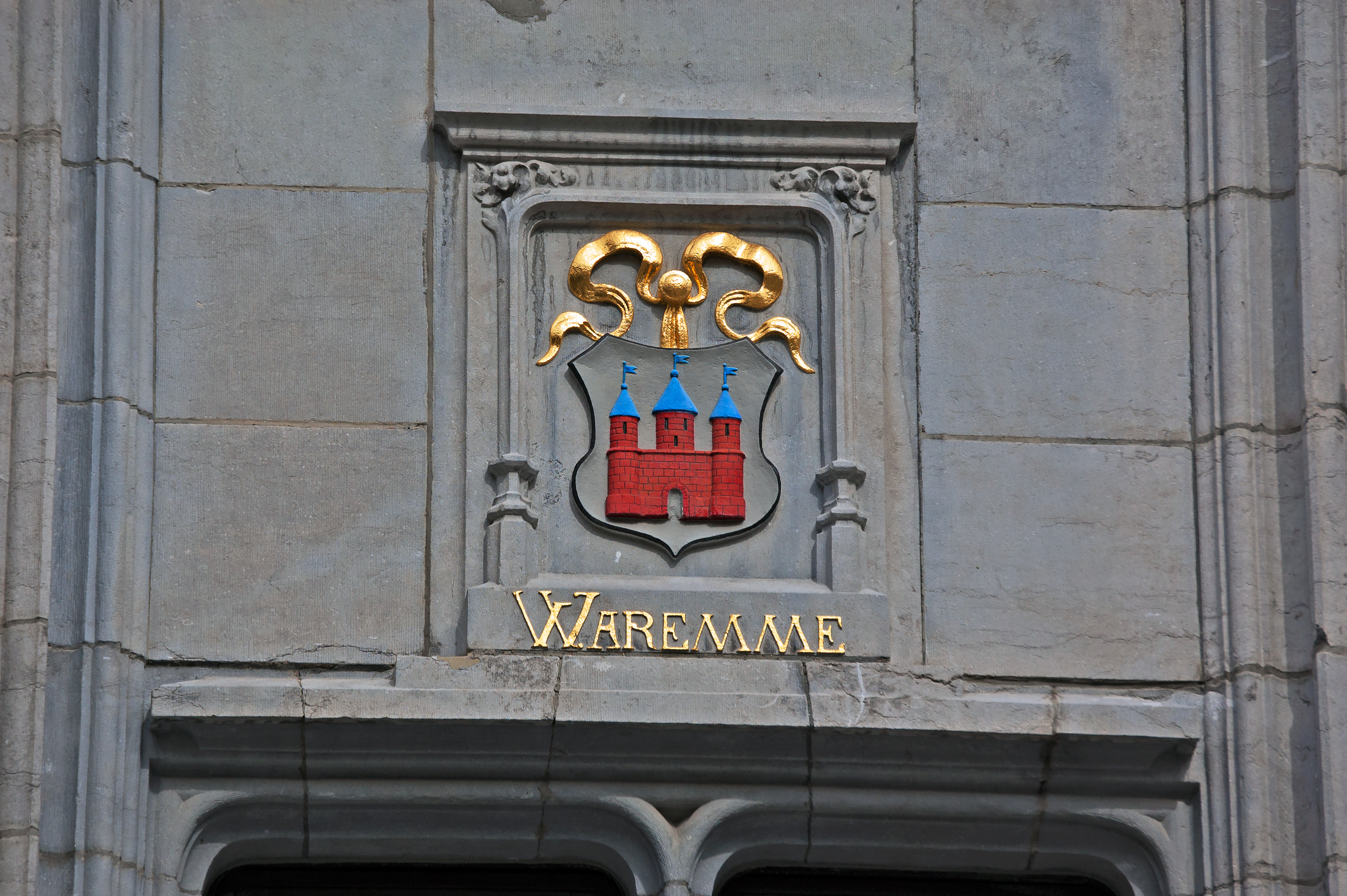
Allège du premier étage : armoiries de la ville de Waremme.
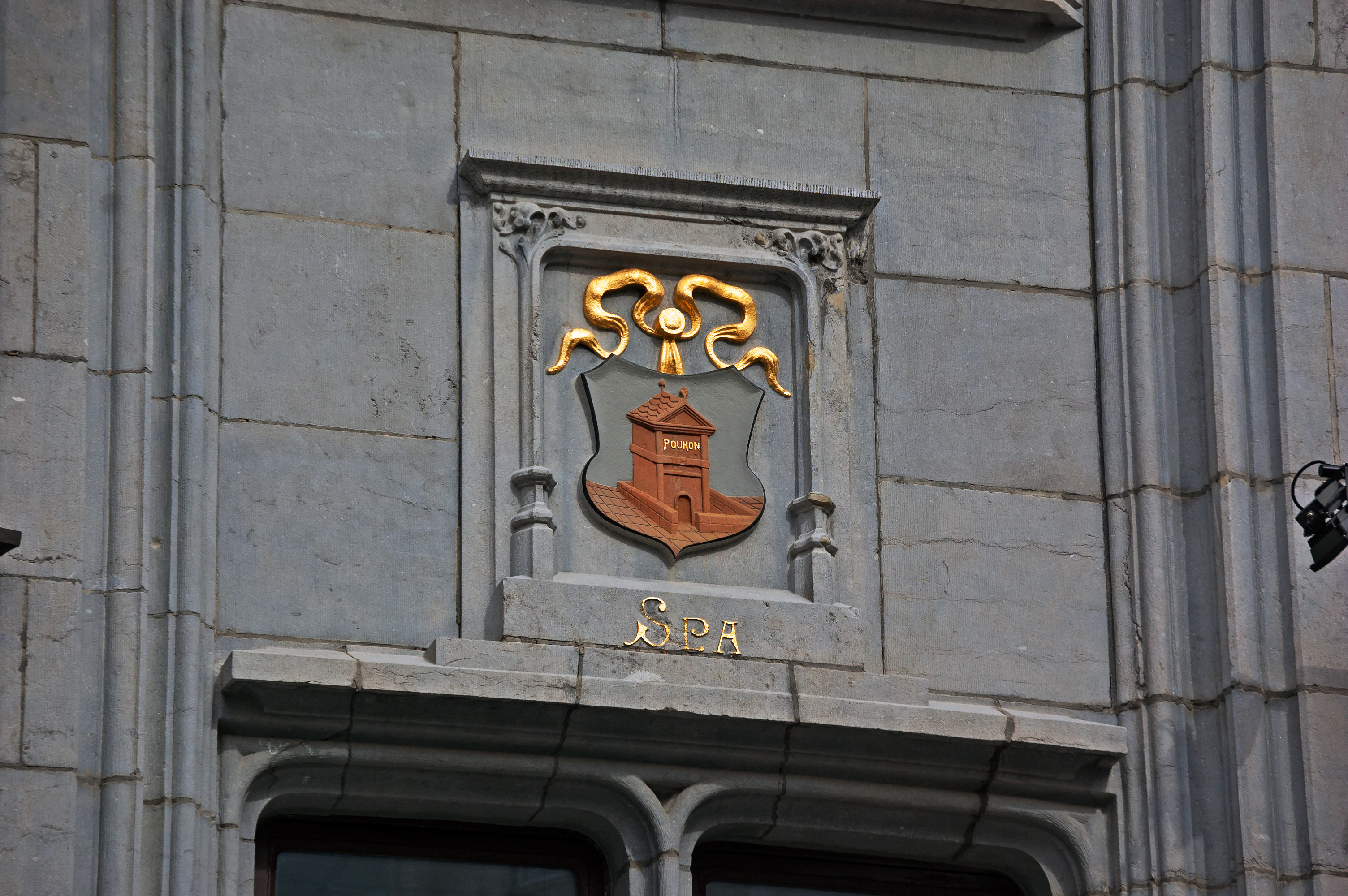
Allège du premier étage : armoiries de la ville de Spa.
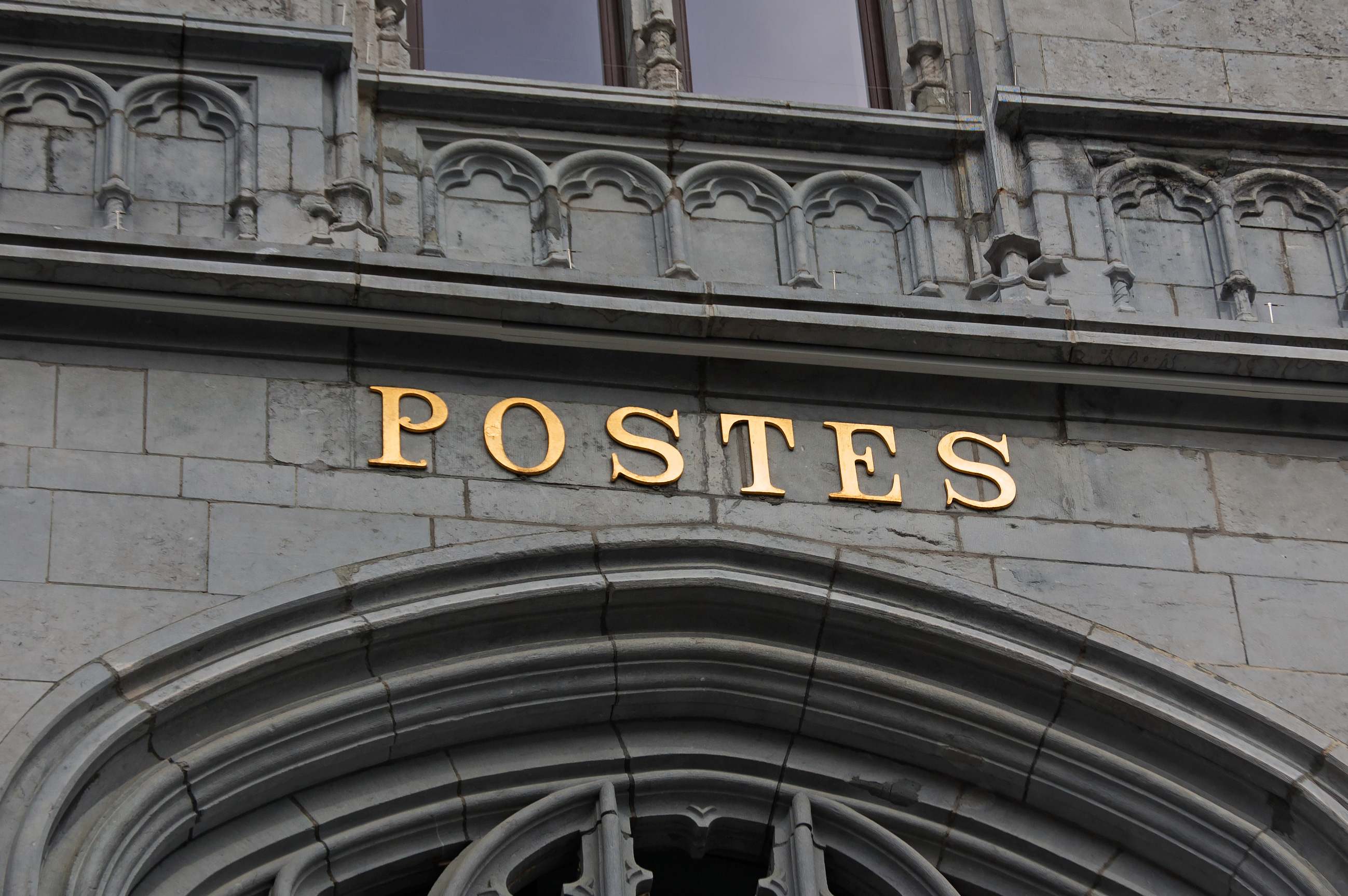
Allège du deuxième étage : enseigne de métal « Postes ».
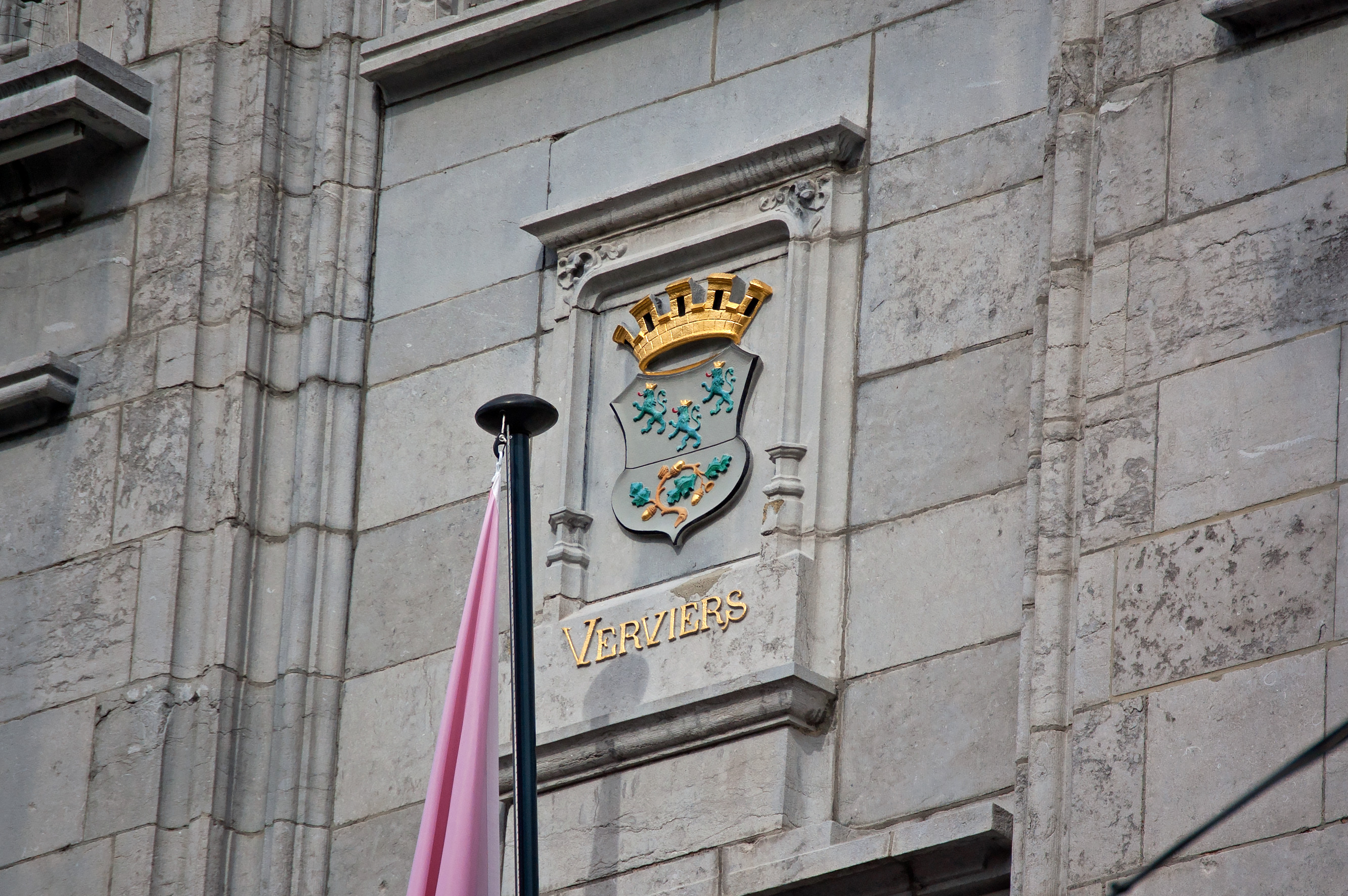
Allège du deuxième étage : armoiries de la ville de Verviers.

### Quai Sur-Meuse (angle 1)

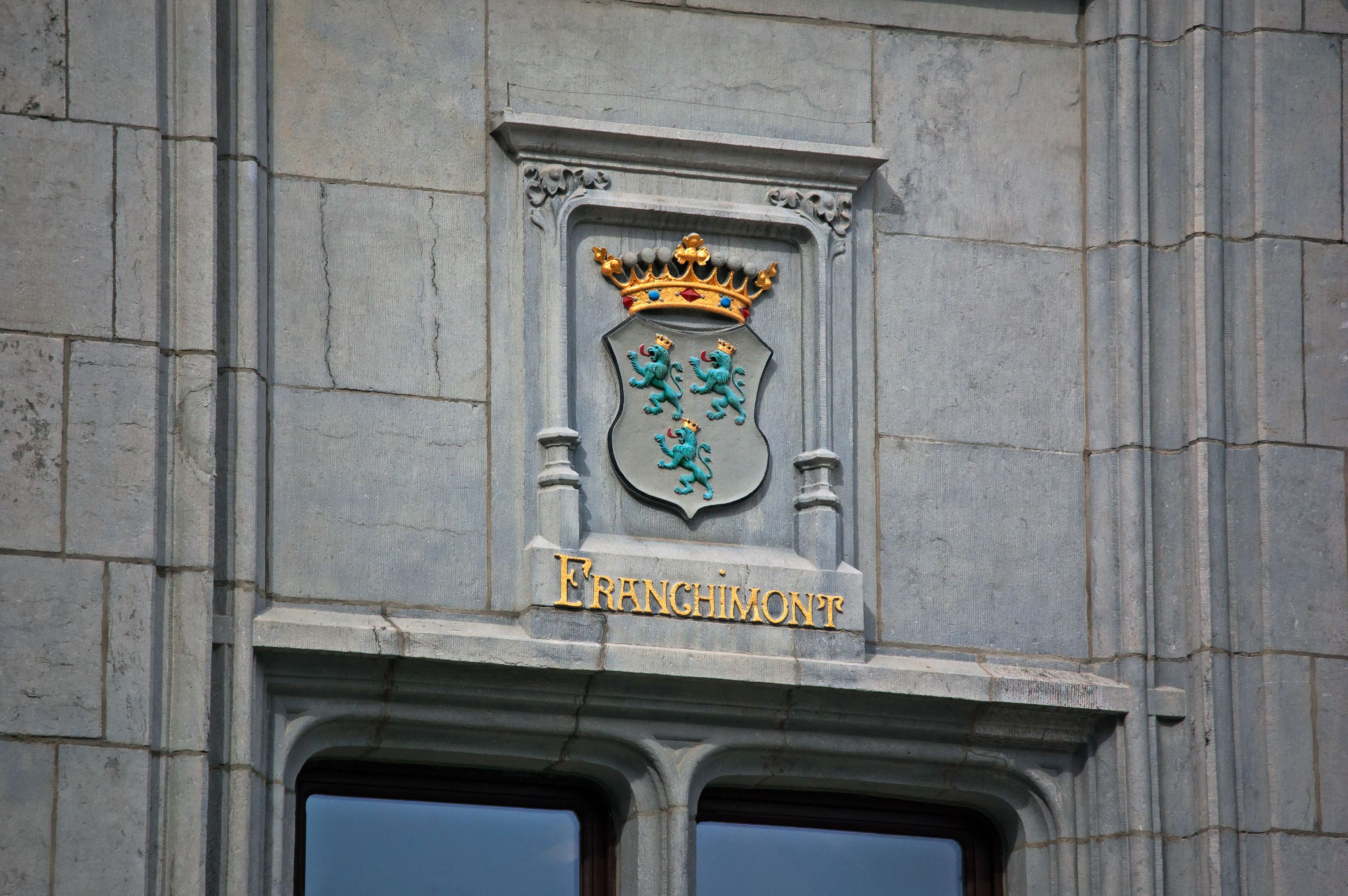
Allège du premier étage : armoiries du  marquisat de Franchimont.
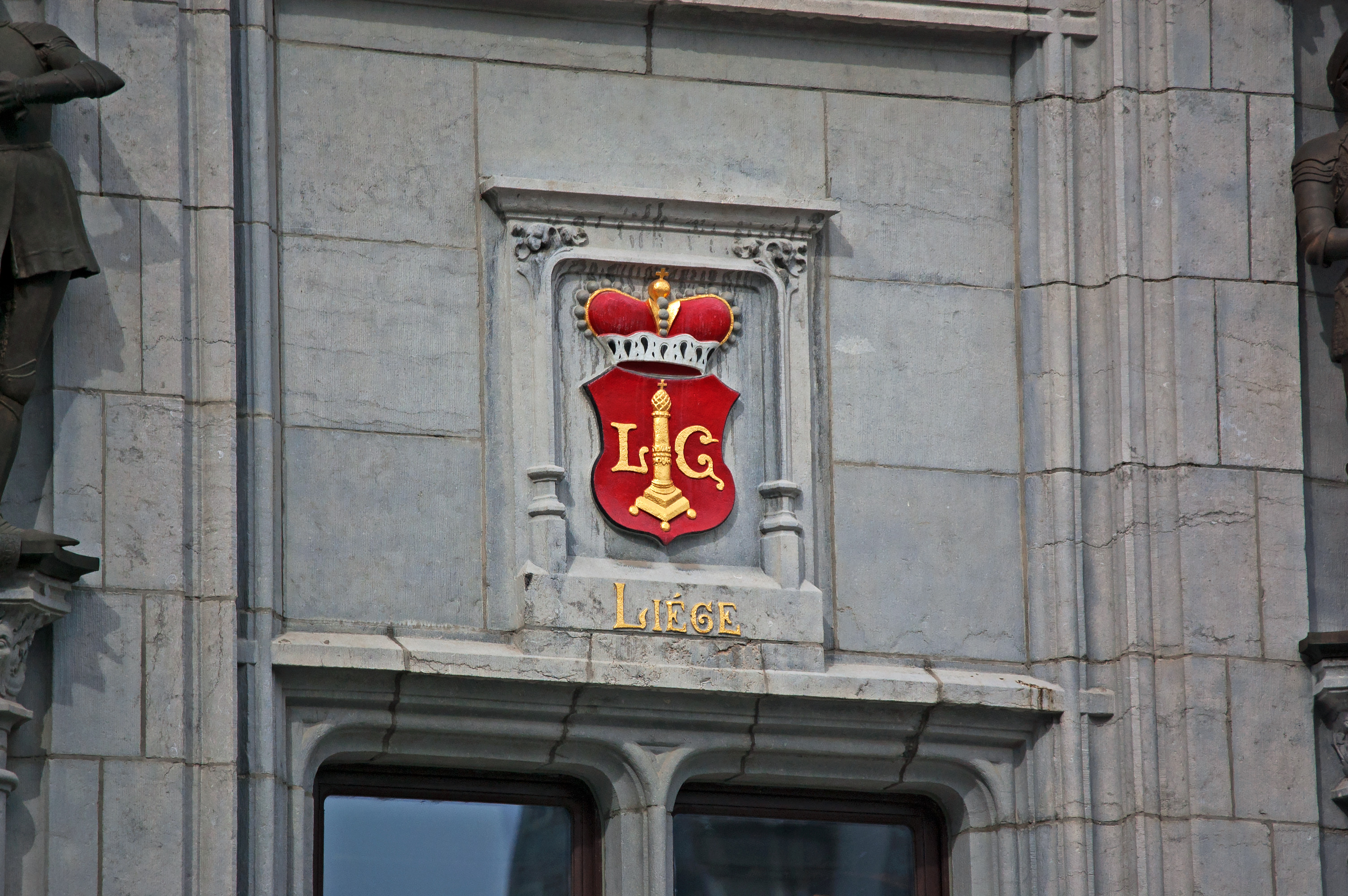
Allège du premier étage : armoiries de la ville de Liège.
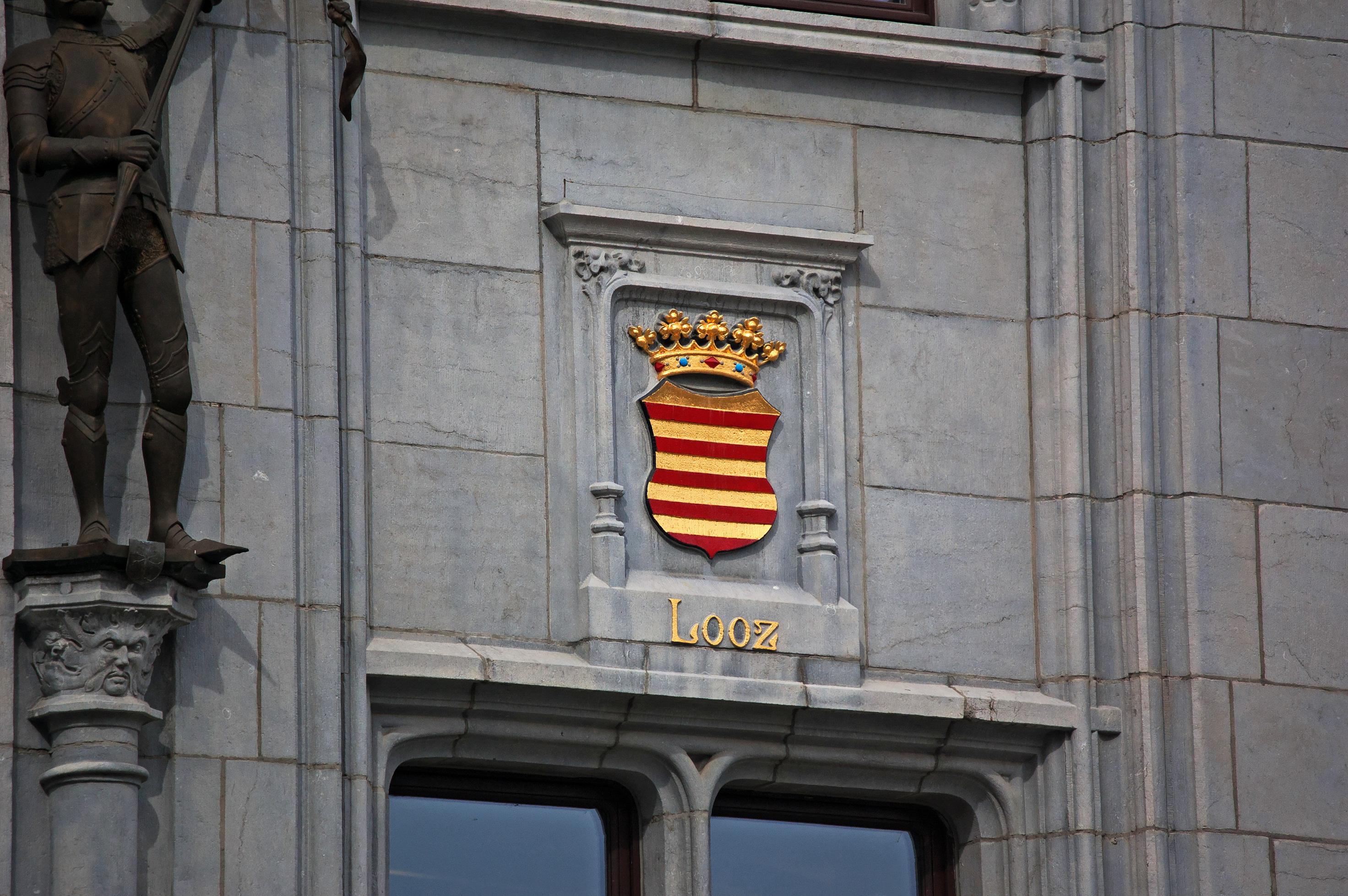
Allège du premier étage : armoiries du comté de Looz.
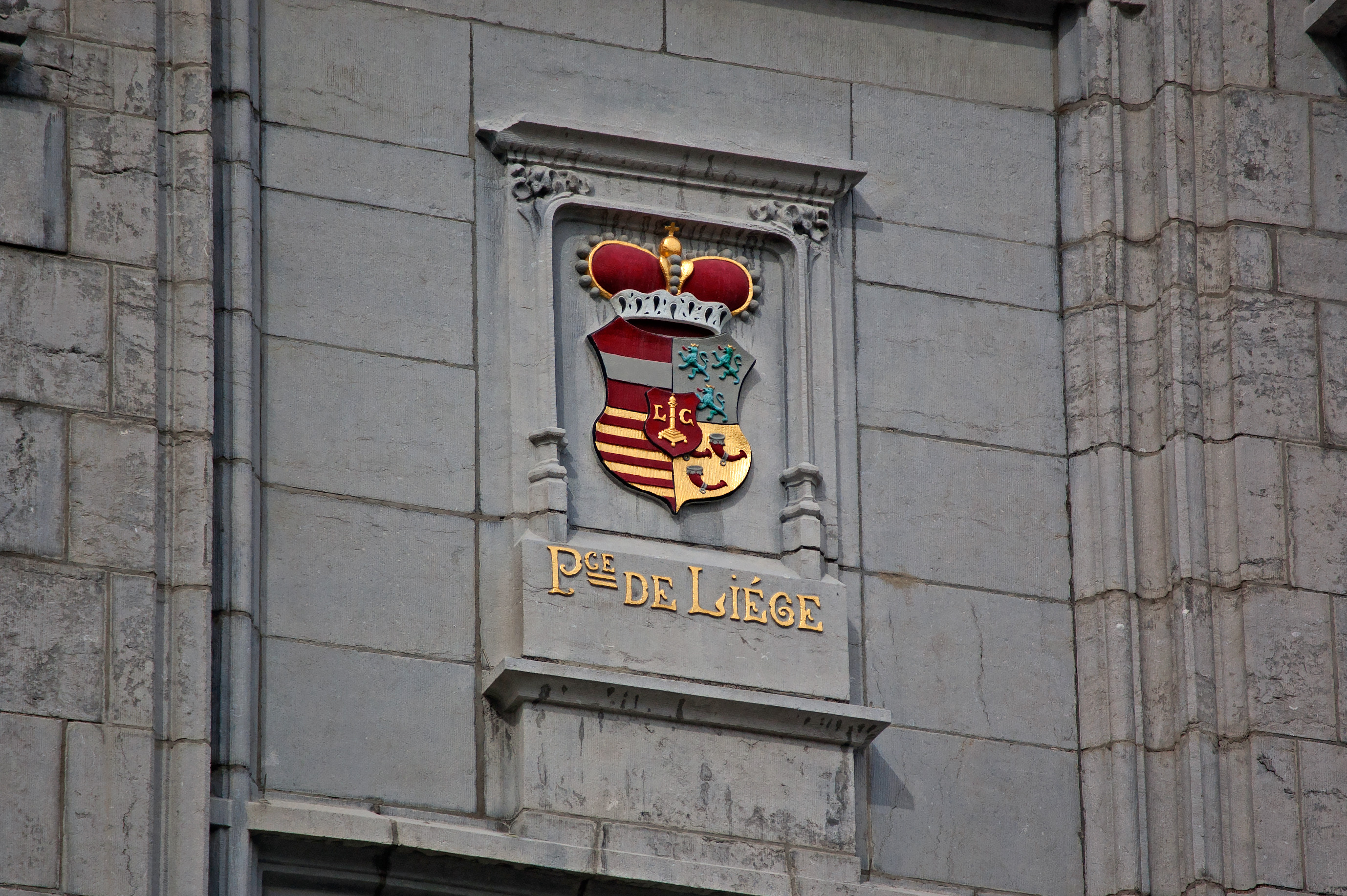
Allège du deuxième étage : armoiries de la principauté de Liège.
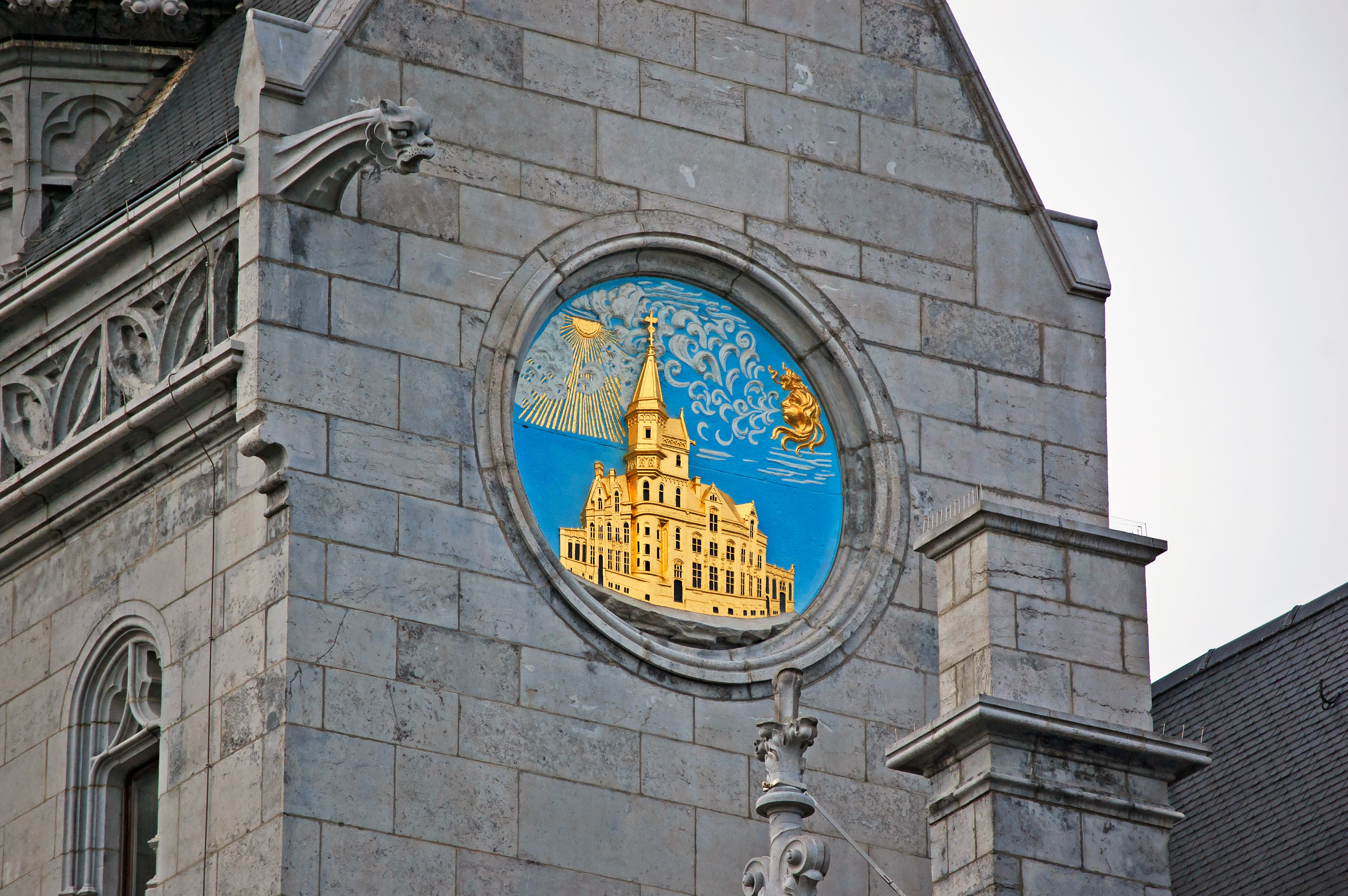
Sur la tour : bas-relief représentant la Grand Poste.

### Quai Sur-Meuse (angle 2)

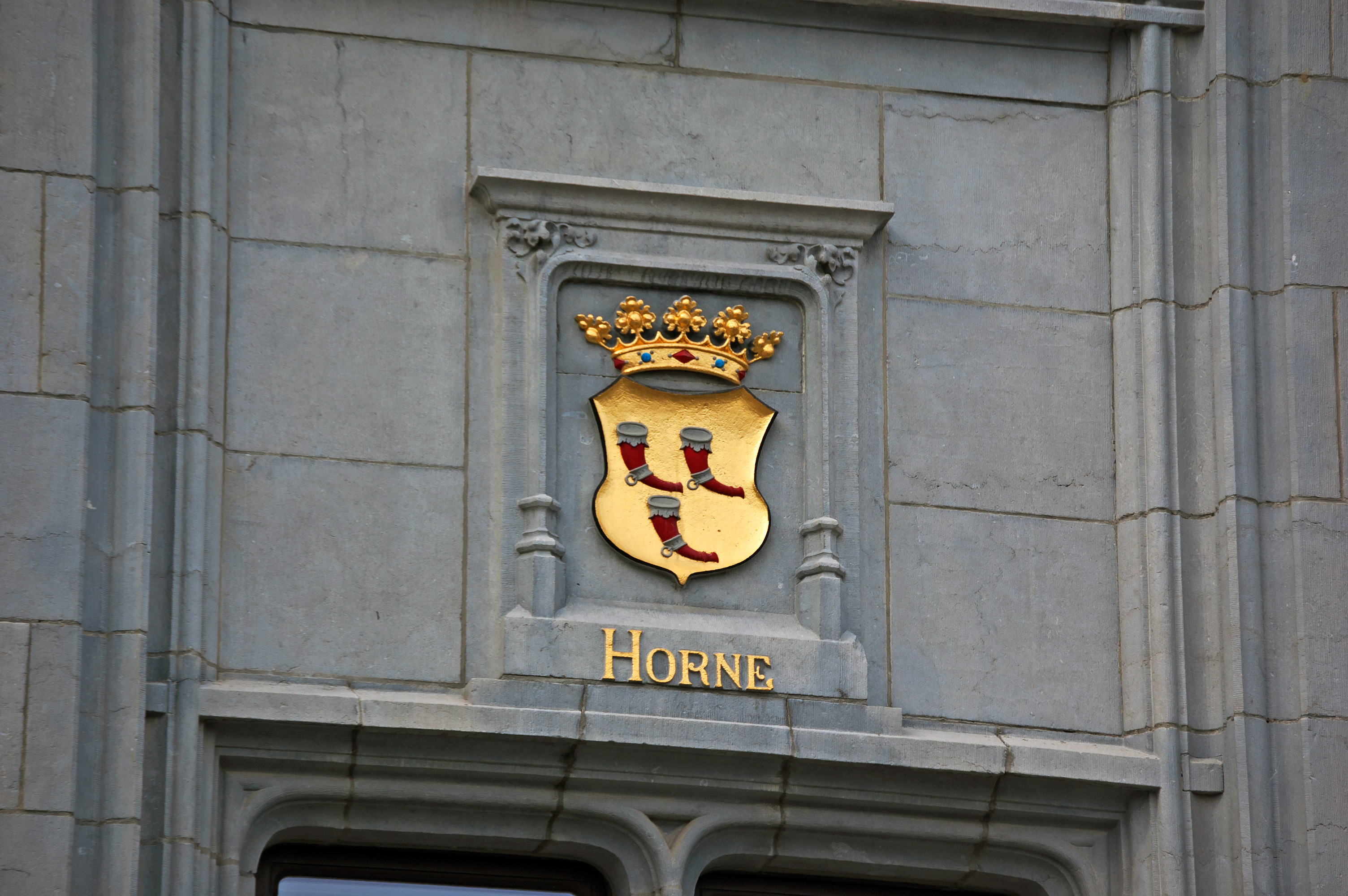
Allège du premier étage : armoiries de la famille de Hornes.
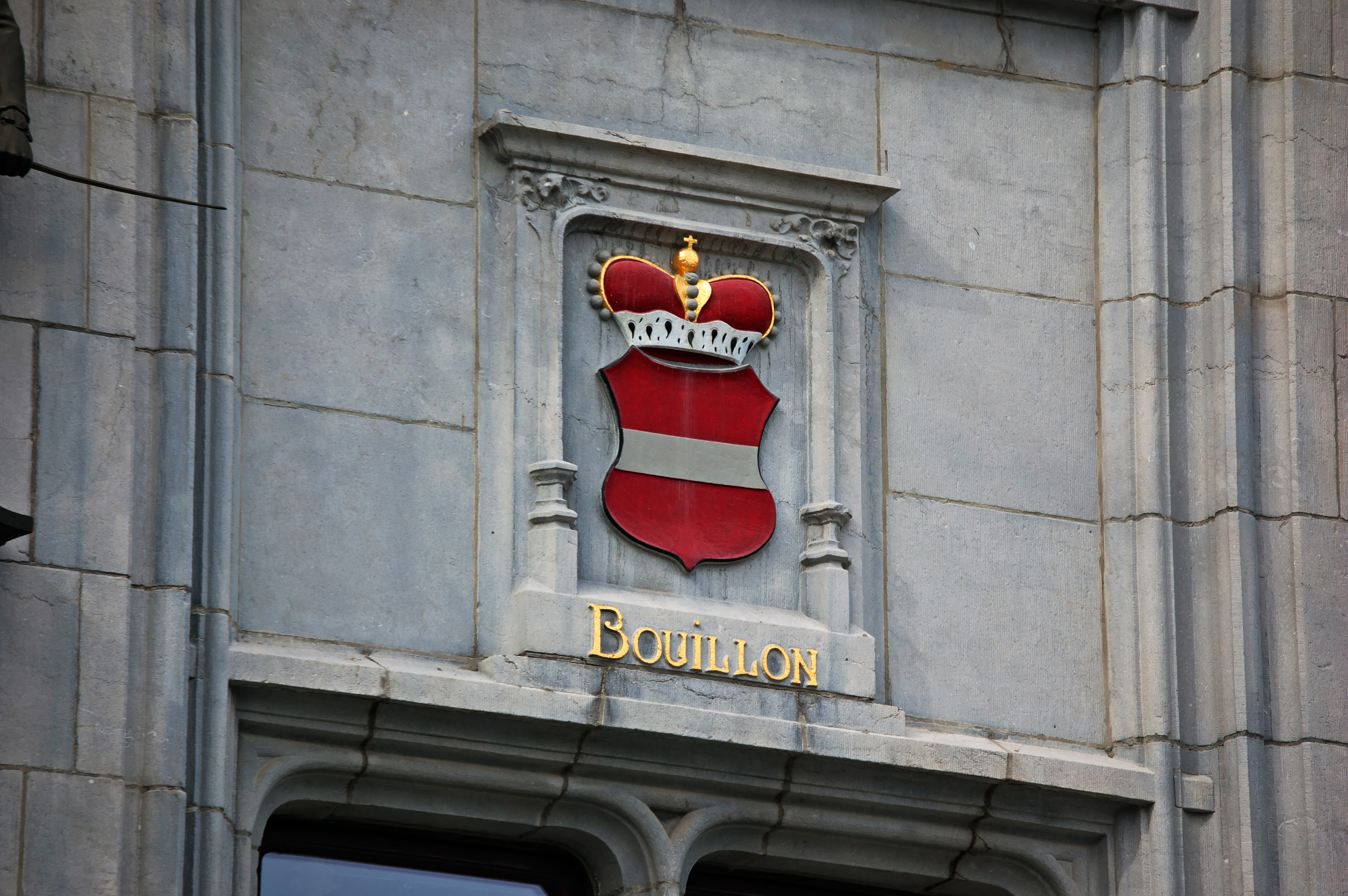
Allège du premier étage : armoiries de la ville de Bouillon.
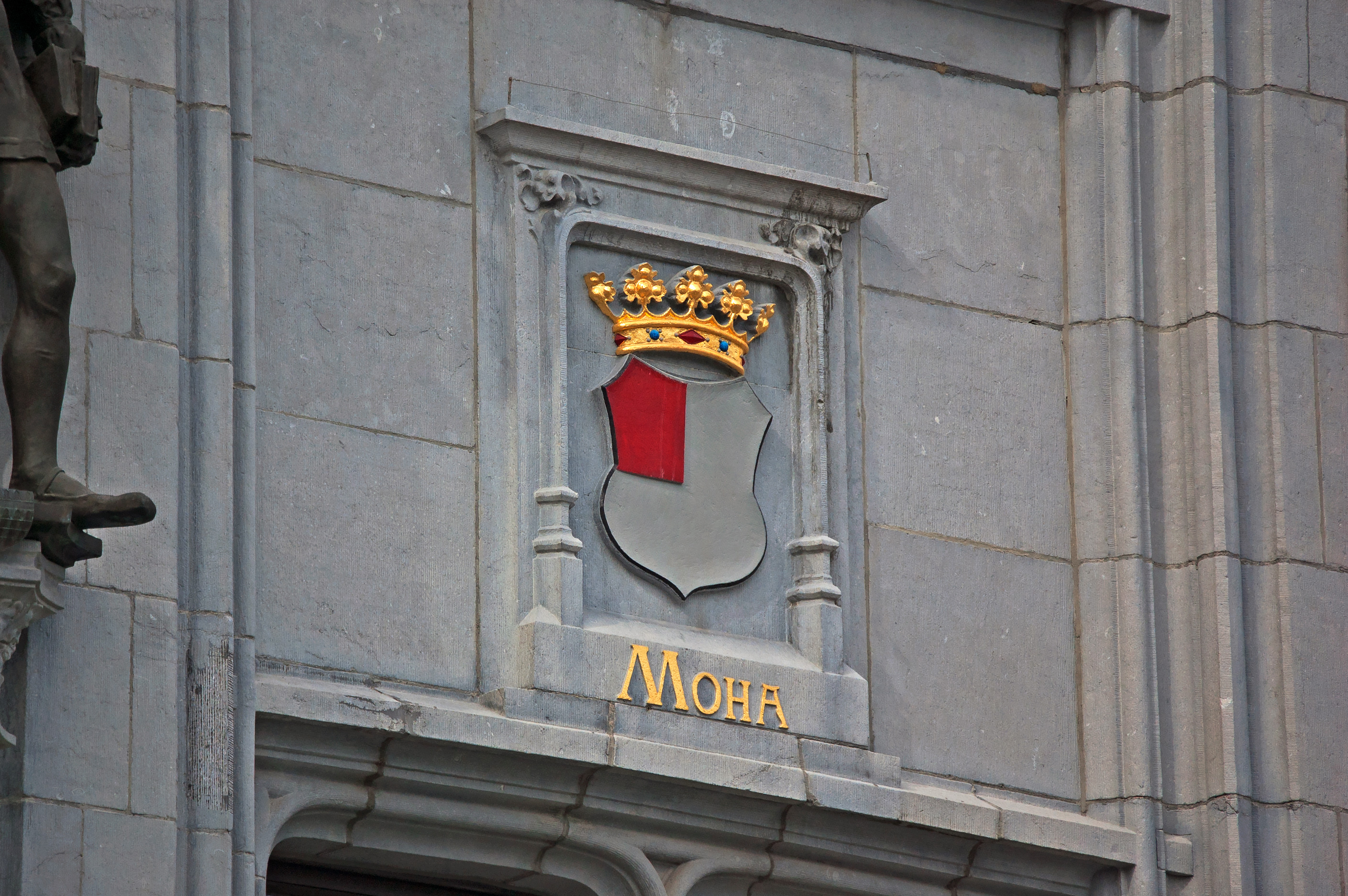
Allège du premier étage : armoiries du comté de Moha.
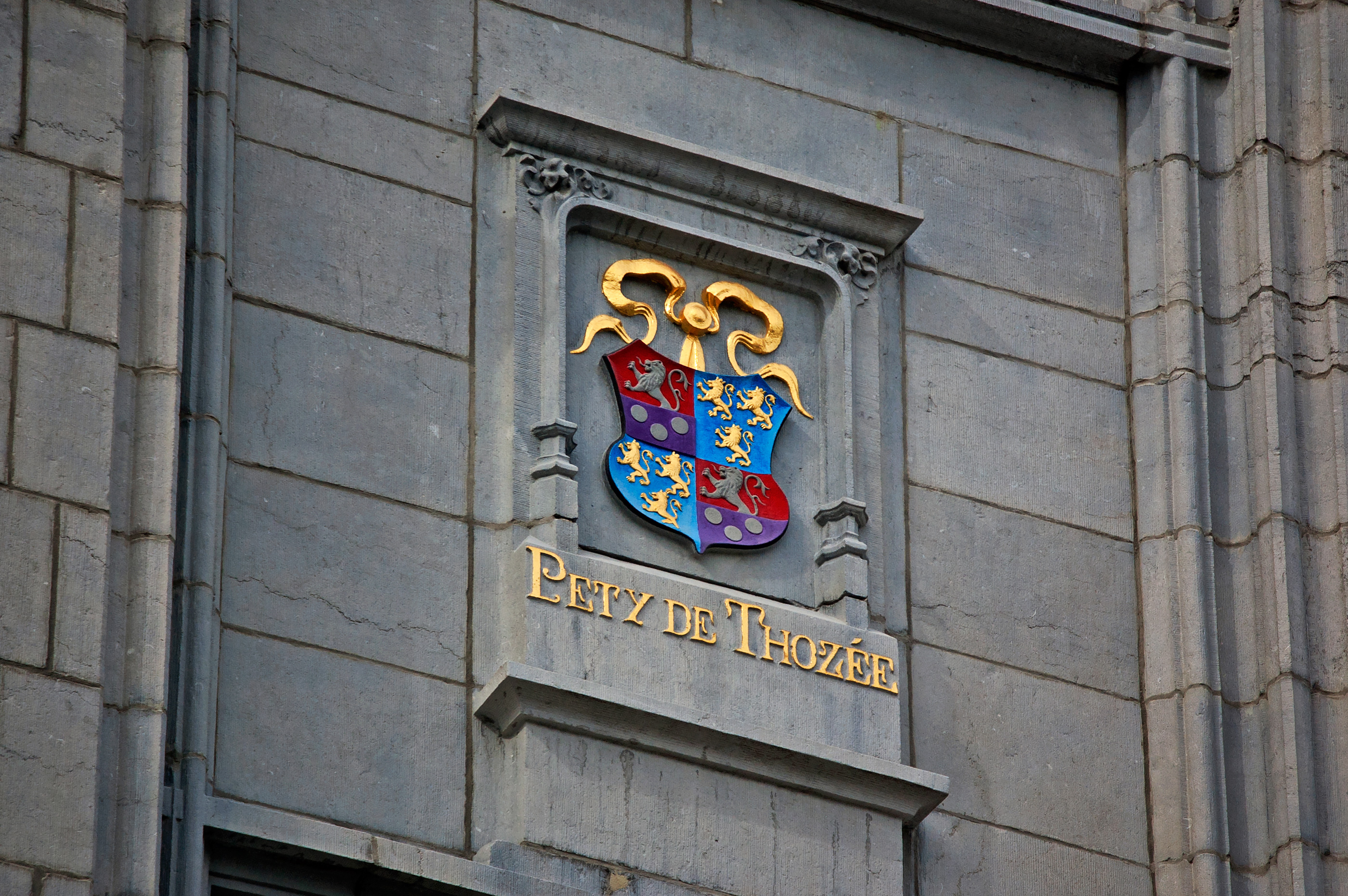
Allège du deuxième étage : armoiries de la famille Pety de Thozée.
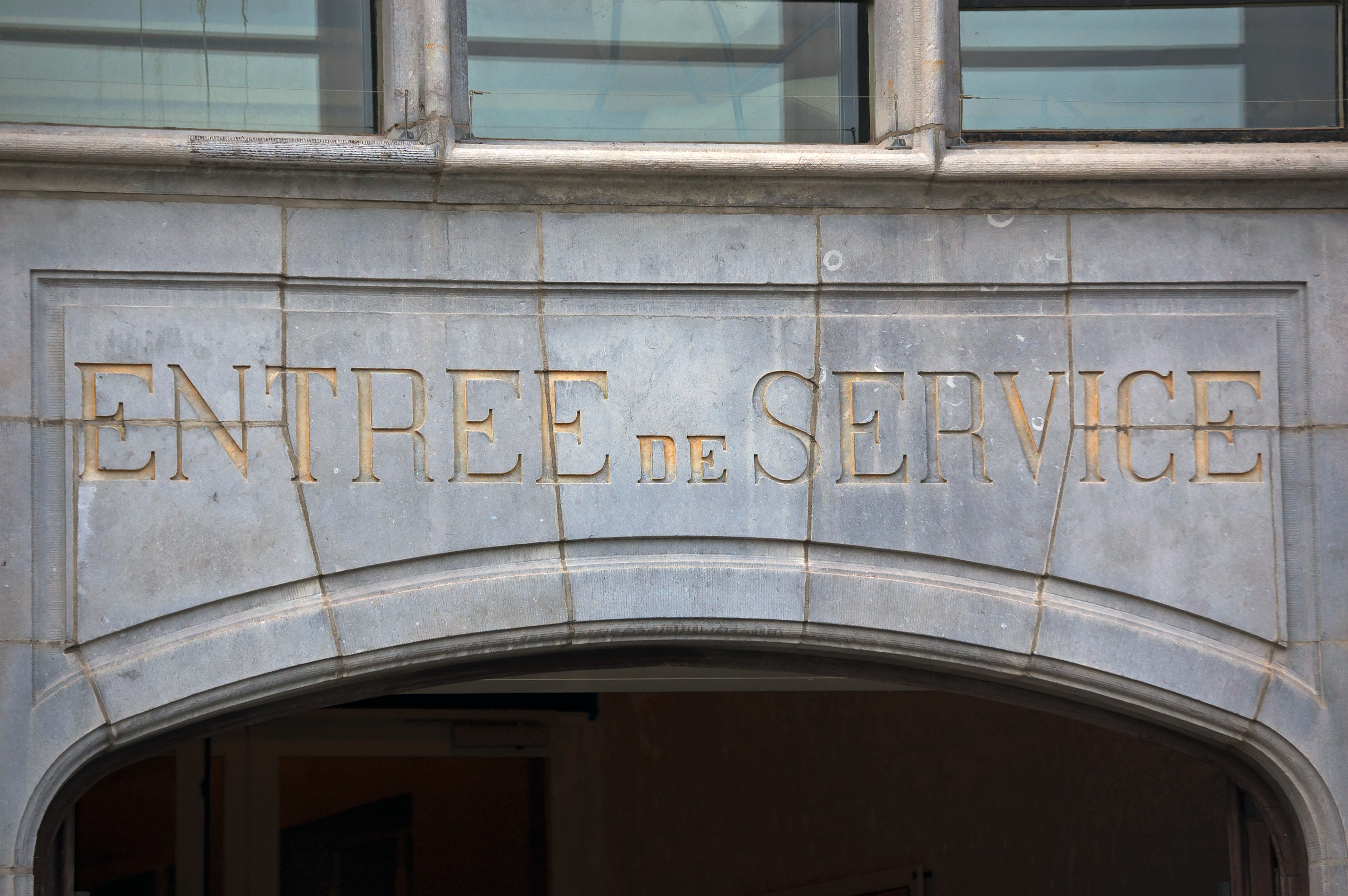
Inscription « entrée de service » au-dessus de la porte centrale de l'annexe.

### Rue Florimont

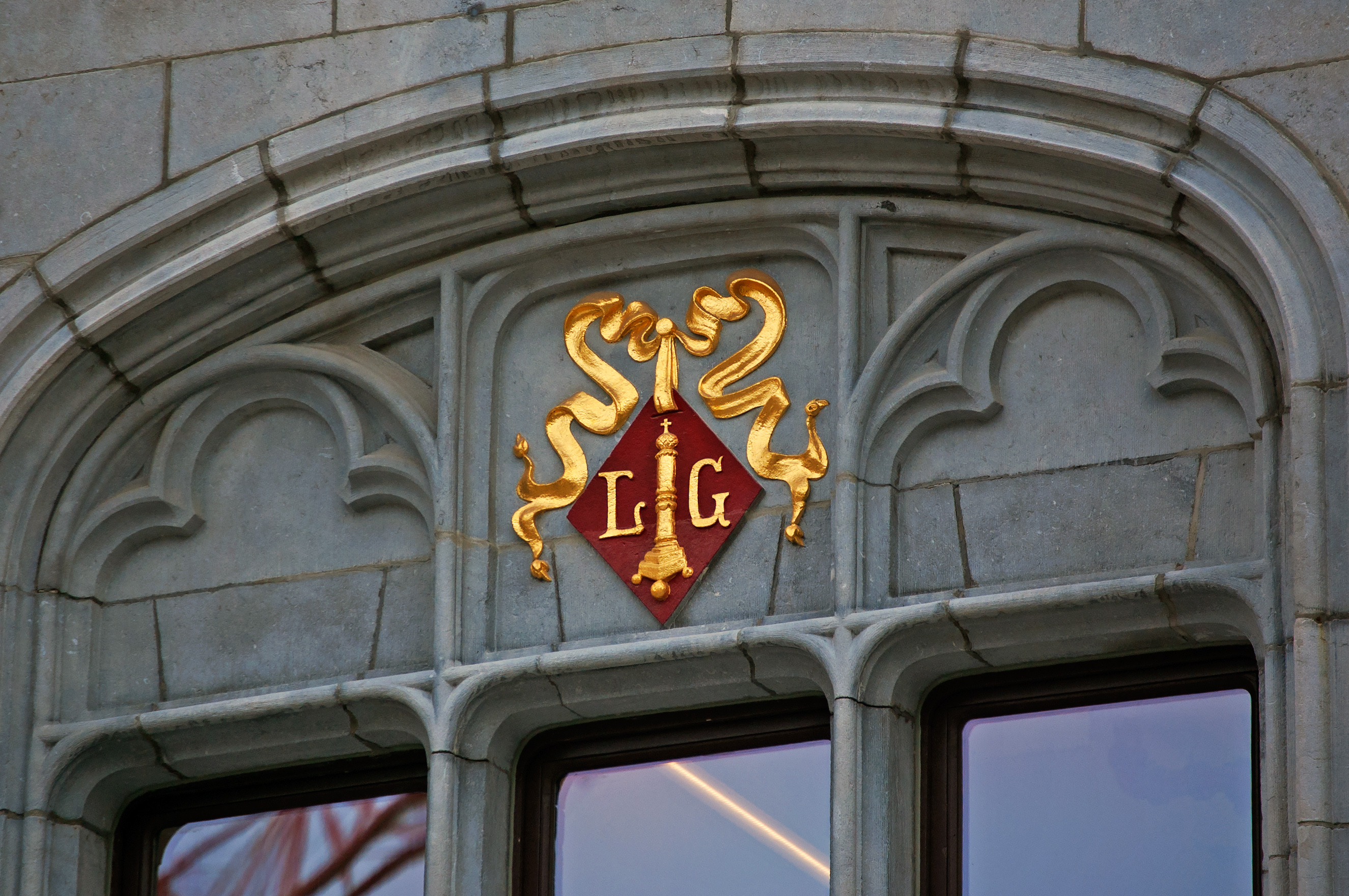
Dans l'arcade de la fenêtre du premier étage : armoiries de la ville de Liège.